# Zwolsche Boys in het seizoen 1961/62
Het seizoen 1961/1962 was het 45e jaar in het bestaan van de Zwolse betaaldvoetbalclub Zwolsche Boys. De club kwam uit in de Tweede divisie en eindigde daarin op de 13e plaats. Ook werd deelgenomen aan het toernooi om de KNVB beker, hierin werd de club in de tweede ronde uitgeschakeld door Wageningen (0–3).

## Wedstrijdstatistieken

### Tweede divisie
| 1e speelronde | EDO                                                                        | 1 – 0 (0 – 0)  | Zwolsche Boys                                                          |
| 3 september 1961 Plaats: Haarlem Noordersportpark Toeschouwers: 1.500 | Niemeijer 58'                                                              |                |                                                                        |
| 2e speelronde | Zwolsche Boys                                                              | 2 – 1 (1 – 1)  | RCH                                                                    |
| 10 september 1961 Plaats: Zwolle Gemeentelijk Sportpark Toeschouwers: 3.500 | Karel van der Woude 5' Ernst Söllner 49'                                   |                | 23' Ab Koning                                                          |
| 3e speelronde | N.E.C.                                                                     | 2 – 2 (1 – 1)  | Zwolsche Boys                                                          |
| 17 september 1961 Plaats: Nijmegen Goffertstadion Toeschouwers: 4.000 | Toon Mijling 10' Theo Slijkhuis 83'                                        |                | Karel van der Woude 48' Freek Schutten                                 |
| 4e speelronde | Zwolsche Boys                                                              | 1 – 2 (1 – 2)  | Zwartemeer                                                             |
| 24 september 1961 Plaats: Zwolle Gemeentelijk Sportpark Toeschouwers: 4.000 | Foppe ten Hoor 11' (e.d.)                                                  |                | 12' Gerard Lippold 42' Tonny Roosken                                   |
| 5e speelronde | Zwolsche Boys                                                              | 0 – 0          | De Graafschap                                                          |
| 1 oktober 1961 Plaats: Zwolle Gemeentelijk Sportpark Toeschouwers: 4.000 |                                                                            |                |                                                                        |
| 6e speelronde | Zwolsche Boys                                                              | 1 – 2 (1 – 1)  | Roda Sport                                                             |
| 15 oktober 1961 Plaats: Zwolle Gemeentelijk Sportpark Toeschouwers: 3.500 | Ernst Söllner 34'                                                          |                | 6' Hens Fischer 84' Sjef Rademacher                                    |
| 7e speelronde | Tubantia                                                                   | 3 – 1 (2 – 0)  | Zwolsche Boys                                                          |
| 29 oktober 1961 Plaats: Hengelo Veldwijk Toeschouwers: 4.000 | Frans Olde Riekerink 34' Ton Dekker 39', 60'                               |                | 52' Henk Overmars                                                      |
| 8e speelronde | Zwolsche Boys                                                              | 1 – 2 (0 – 1)  | Velox                                                                  |
| 5 november 1961 Plaats: Zwolle Gemeentelijk Sportpark Toeschouwers: 3.500 | Ernst Söllner 59'                                                          |                | 38' Frans Geurtsen 64' Hassie Achterberg                               |
| 9e speelronde | Oldenzaal                                                                  | 2 – 1 (1 – 0)  | Zwolsche Boys                                                          |
| 19 november 1961 Plaats: Oldenzaal Het Heuveltje Toeschouwers: 1.500 | Bennie Stuvenfolt 26' Gerrit Plas 90'                                      |                | Rein van Veen                                                          |
| 10e speelronde | Zwolsche Boys                                                              | 1 – 2 (0 – 1)  | LONGA                                                                  |
| 26 november 1961 Plaats: Zwolle Gemeentelijk Sportpark Toeschouwers: 2.500 | Ernst Söllner 64'                                                          |                | 7' Jan Meijer 90' Henk van Erp                                         |
| 11e speelronde | PEC                                                                        | 1 – 2 (0 – 2)  | Zwolsche Boys                                                          |
| 3 december 1961 Plaats: Zwolle De Vrolijkheid Toeschouwers: 6.000 | Leo Koopman 64'                                                            |                | 25' Henk Schols 38' Rein van Veen                                      |
| 12e speelronde | Zwolsche Boys                                                              | 4 – 0 (2 – 0)  | UVS                                                                    |
| 10 december 1961 Plaats: Zwolle Gemeentelijk Sportpark Toeschouwers: 1.500 | Rein van Veen 20', 49', 84' Herman Lafaille 33'                            |                |                                                                        |
| 13e speelronde | Helmondia '55                                                              | 2 – 0 (0 – 0)  | Zwolsche Boys                                                          |
| 17 december 1961 Plaats: Helmond De Braak Toeschouwers: 2.200 | Leo van der Linden 51' Theo Spierings 70'                                  |                |                                                                        |
| 14e speelronde | Zwolsche Boys                                                              | 1 – 2 (1 – 1)  | EDO                                                                    |
| 14 januari 1962 Plaats: Zwolle Gemeentelijk Sportpark Toeschouwers: 2.500 | Karel van der Woude 9'                                                     |                | 26' Ton Breeuwer 71' Doby Peters                                       |
| 15e speelronde | RCH                                                                        | 3 – 1 (2 – 1)  | Zwolsche Boys                                                          |
| 21 januari 1962 Plaats: Heemstede Sportparklaan Toeschouwers: 1.500 | Bram Peper 30' Chris Hendriks 43' Ab Koning 70' (pen.)                     |                | 37' (e.d.) Ab Koning                                                   |
| 16e speelronde | Zwolsche Boys                                                              | 1 – 1 (0 – 0)  | N.E.C.                                                                 |
| 28 januari 1962 Plaats: Zwolle Gemeentelijk Sportpark Toeschouwers: 3.000 | Henk Schols 61'                                                            |                | 71' Appie Meeuwissen                                                   |
| 17e speelronde | Zwolsche Boys                                                              | 1 – 1 (1 – 1)  | Baronie                                                                |
| 11 februari 1962 Plaats: Zwolle Gemeentelijk Sportpark Toeschouwers: 2.500 | Freek Schutten 17'                                                         |                | 29' Ad van Ierssel                                                     |
| 18e speelronde | De Graafschap                                                              | 2 – 2 (0 – 1)  | Zwolsche Boys                                                          |
| 18 februari 1962 Plaats: Doetinchem De Vijverberg Toeschouwers: 3.500 De Graafschap tekende protest aan wegens het niet krijgen van een strafschop wegens een handsbal welke alsnog na de wedstrijd is genomen. Op 31 maart werd het protest van De Graafschap door de protestcommissie alsnog toegekend. | Joop Willems 48' Wim van de Schuur –' (pen.) (Na afloop wedstrijd)         |                | 5' Ernst Söllner 89' (e.d.) Gerrit Bosveld                             |
| 19e speelronde | Roda Sport                                                                 | 0 – 0          | Zwolsche Boys                                                          |
| 4 maart 1962 Plaats: Kerkrade Jonkerbergstraat Toeschouwers: 1.000 |                                                                            |                |                                                                        |
| 20e speelronde | Zwolsche Boys                                                              | 2 – 4 (1 – 0)  | Tubantia                                                               |
| 11 maart 1962 Plaats: Zwolle Gemeentelijk Sportpark Toeschouwers: 3.000 | Henk Schols 45' Freek Schutten 79'                                         |                | 48' Ton Dekker 56' Hennie ter Beek 74' Jacky Jurissen 75' Arnold Bosch |
| 21e speelronde | Velox                                                                      | 4 – 1 (1 – 1)  | Zwolsche Boys                                                          |
| 18 maart 1962 Plaats: Utrecht Koningsweg Toeschouwers: 2.000 | Leen Morelisse 9' Ben Aarts 57' Joop Klinkenberg 61' Hassie Achterberg 86' |                | 40' Karel van der Woude                                                |
| 22e speelronde | Zwolsche Boys                                                              | 1 – 0 (0 – 0)  | Oldenzaal                                                              |
| 25 maart 1962 Plaats: Zwolle Gemeentelijk Sportpark Toeschouwers: 2.500 | Henk Schols 83'                                                            |                |                                                                        |
| 23e speelronde | LONGA                                                                      | 0 – 2 (0 – 2)  | Zwolsche Boys                                                          |
| 8 april 1962 Plaats: Tilburg Aan de Spoorbrug Toeschouwers: 1.000 |                                                                            |                | 7' Rein van Veen 15' Karel van der Woude                               |
| 24e speelronde | Zwolsche Boys                                                              | 2 – 0 (1 – 0)  | PEC                                                                    |
| 15 april 1962 Plaats: Zwolle Gemeentelijk Sportpark Toeschouwers: 5.000 | Rein van Veen 18' Karel van der Woude 81'                                  |                |                                                                        |
| 25e speelronde | Zwartemeer                                                                 | 2 – 1 (0 – 0)  | Zwolsche Boys                                                          |
| 23 april 1962 Plaats: Klazienaveen Mr. Ovingstraat Toeschouwers: 3.500 | Job Drent 78' Jan Smit 88'                                                 |                | 70' Ernst Söllner                                                      |
| 26e speelronde | UVS                                                                        | 1 – 2 (0 – 0)  | Zwolsche Boys                                                          |
| 6 mei 1962 Plaats: Leiden Kikkerpolder Toeschouwers: 1.500 | Freek Filippo 60'                                                          |                | 65' (pen.) Freek Schutten 88' Rein van Veen                            |
| 27e speelronde | Zwolsche Boys                                                              | 5 – 0 (12 – 0) | Helmondia '55                                                          |
| 13 mei 1962 Plaats: Zwolle Gemeentelijk Sportpark Toeschouwers: 2.500 | Ernst Söllner 7', 63', 90' Karel van der Woude 65' Herman Lafaille 80'     |                |                                                                        |
| 28e speelronde | Baronie                                                                    | 3 – 5 (2 – 2)  | Zwolsche Boys                                                          |
| 20 mei 1962 Plaats: Breda De Blauwe Kei Toeschouwers: 1.500 | Kees Groeneveld 19' Joop van Ginneken 43' Ad Kop 84'                       |                | 30', 50' Freek Schutten 36', 86' Karel van der Woude 68' Rein van Veen |

### Beslissingswedstrijd (12e/13e plaats)
|                                               | LONGA                                               | 4 – 1 (0 – 0) | Zwolsche Boys     |
| 17 juni 1962 Plaats: Doetinchem De Vijverberg | Leo Villevoye 59', 72' Jef Maas 64' Gerard Spanings |               | 73' Ernst Söllner |

### KNVB beker
| 1e ronde                                            | De Graafschap              | 2 – 3 (1 – 0) | Zwolsche Boys                                  |
| 21 oktober 1961 Plaats: Doetinchem De Vijverberg    | Theo Huls 14' Paul Vet 52' |               | 50', –' Karel van der Woude 57' Freek Schutten |
| 2e ronde                                            | Zwolsche Boys              | 0 – 3 (0 – 1) | Wageningen                                     |
| 31 maart 1962 Plaats: Zwolle Gemeentelijk Sportpark |                            |               | 17', –' Ton van de Weerd 83' Chris Beekhuizen  |

## Statistieken Zwolsche Boys 1961/1962

### Eindstand Zwolsche Boys in de Nederlandse Tweede divisie 1961 / 1962
| Stand | Gespeeld | Gewonnen | Gelijk | Verloren | Punten | Doelpunten voor | Doelpunten tegen |
| ----- | -------- | -------- | ------ | -------- | ------ | --------------- | ---------------- |
| 13e   | 28       | 9        | 6      | 13       | 24     | 43              | 43               |

| #                | Naam                           | Goal |
| ---------------- | ------------------------------ | ---- |
| 1.               | Ernst Söllner                  | 9    |
| 1.               | Rein van Veen                  | 9    |
| 1.               | Karel van der Woude            | 9    |
| 4.               | Freek Schutten                 | 6    |
| 5.               | Henk Schols                    | 4    |
| 6.               | Herman Lafaille                | 2    |
| 7.               | Henk Overmars                  | 1    |
| Eigen doelpunten |                                |      |
| 1.               | Gerrit Bosveld (De Graafschap) | 1    |
| 1.               | Foppe ten Hoor (Zwartemeer)    | 1    |
| 1.               | Ab Koning (RCH)                | 1    |
| Totaal           | Totaal                         | 43   |

| #      | Naam          | Goal |
| ------ | ------------- | ---- |
| 1.     | Ernst Söllner | 1    |
| Totaal | Totaal        | 1    |

| #      | Naam                | Goal |
| ------ | ------------------- | ---- |
| 1.     | Karel van der Woude | 2    |
| 2.     | Freek Schutten      | 1    |
| Totaal | Totaal              | 3    |

### Punten per tegenstander
|       | Baronie | EDO | De Graafschap | Helmondia '55 | LONGA | N.E.C. | Oldenzaal | PEC | RCH | Roda Sport | Tubantia | UVS | Velox | Zwartemeer |
| ----- | ------- | --- | ------------- | ------------- | ----- | ------ | --------- | --- | --- | ---------- | -------- | --- | ----- | ---------- |
| Thuis | 1       | 0   | 1             | 2             | 0     | 1      | 2         | 2   | 2   | 0          | 0        | 2   | 0     | 0          |
| Uit   | 2       | 0   | 1             | 0             | 2     | 1      | 0         | 2   | 0   | 1          | 0        | 2   | 0     | 0          |

### Doelpunten per tegenstander
|       | Baronie | EDO | De Graafschap | Helmondia '55 | LONGA | N.E.C. | Oldenzaal | PEC | RCH | Roda Sport | Tubantia | UVS | Velox | Zwartemeer | Totaal |
| ----- | ------- | --- | ------------- | ------------- | ----- | ------ | --------- | --- | --- | ---------- | -------- | --- | ----- | ---------- | ------ |
| Thuis | 1       | 1   | 0             | 5             | 1     | 1      | 1         | 2   | 2   | 1          | 2        | 4   | 1     | 1          | 23     |
| Uit   | 5       | 0   | 2             | 0             | 2     | 2      | 1         | 2   | 1   | 0          | 1        | 2   | 1     | 1          | 20     |
|       |         |     |               |               |       |        |           |     |     |            |          |     |       |            | 43     |

## Voetnoten
Baronie · EDO · De Graafschap · Helmondia '55 · LONGA · N.E.C. · Oldenzaal · PEC · RCH · Roda Sport · Tubantia · UVS · Velox · Zwartemeer · Zwolsche Boys